# Triggiano
Triggiano es una localidad italiana de la provincia de Bari, región de Puglia, con 26.206 habitantes.

## Demografía
| Gráfica de evolución demográfica de Triggiano entre 1861 y 2001 |
|                                                                 |
| Fuente ISTAT - elaboración gráfica de Wikipedia                 |